# Main Offender
Main Offender ist das zweite Studioalbum von Rolling-Stones-Gitarrist Keith Richards. Es entstand in Zusammenarbeit mit der Band X-Pensive Winos und wurde am 20. Oktober 1992 veröffentlicht; als Singleauskopplungen erschienen 1992 Wicked as It Seems sowie 1993 Eileen.

## Entstehung
Die Band X-Pensive Winos war bereits an den Aufnahmen zu Richards erstem Soloalbum Talk Is Cheap (1988) und am darauf folgenden Live-Album Live At The Hollywood Palladium, December 15, 1988 (1991) beteiligt. Daneben ist Sänger Bernard Fowler, der bereits als Backgroundsänger für die Rolling Stones gearbeitet hatte, bei einigen Liedern als Gastsänger zu hören.
Jeder der zehn Titel wurde separat aufgenommen, ein Teil in den Master Sound Studios (Queens) und ein Teil im The Site-Studio in San Rafael, Kalifornien. Danach wurden die Instrumentalspuren arrangiert und anschließend zusammengefügt.

## Titelliste
1. 999 (Keith Richards, Steve Jordan, Waddy Wachtel) – 5:50
2. Wicked as It Seems (Richards, Jordan, Charley Drayton) – 4:45
3. Eileen (Richard, Jordan) – 4:29
4. Words of Wonder (Richards, Jordan, Waddy Wachtel) – 6:35
5. Yap Yap (Richards, Jordan, Wachtel) – 4:43
6. Bodytalks (Richards, Jordan, Drayton, Sarah Dash) – 5:20
7. Hate It When You Leave (Richards, Jordan, Wachtel) – 4:59
8. Runnin' Too Deep (Richards, Jordan) – 3:20
9. Will but You Won’t (Richards, Jordan) – 5:05
10. Demon (Richards, Jordan) – 4:45

## Rezensionen
Cub Koda von Allmusic  nennt das Album angenehm konzentriert und äußert, dass das nächste Album der Rolling Stones ähnlich hart rocken sollte. Timothy White vom Billboard Magazine bescheinigt Richards, mit dem Album die selbst auferlegten Grenzen seines Metiers verlassen zu haben. Richards zeige auf Main Offender, dass durch die Konzentration auf das Wesentliche etwas erstaunlich Anspruchsvolles entstehen könne. Billy Altmann von Entertainment Weekly nennt das Album überraschend mitreißend, obwohl die beteiligten Musiker ihr Bestes gegeben hätten, den Songs ihre Strukturen zu nehmen und vergleicht die Musik mit frühen Alben der Rolling Stones.
Das Album stieg im März 2022 erstmals in die österreichischen und Schweizer Charts ein. In die deutschen Charts kehrte es im selben Zeitraum zurück.